# Habroteleia flavipes
Habroteleia flavipes är en stekelart som beskrevs av Jean-Jacques Kieffer 1905. Habroteleia flavipes ingår i släktet Habroteleia och familjen Scelionidae. Inga underarter finns listade i Catalogue of Life.